# Température de base
Lors de la fabrication du pain, la température de base permet de définir la température de l'eau de coulage de façon à garantir une bonne fermentation.

## Histoire
Depuis très longtemps, les boulangers savent que la température de l'eau a une influence sur la qualité de leur pain. Déjà en 1778, A. A. Parmentier écrivait dans son livre « Le parfait boulanger ou Traité complet sur la fabrication et le commerce du pain » :  
« ...la qualité de cet aliment (le pain) ne dépend nullement de celle des eaux avec lesquelles on le fabrique.  C’est du degré de chaleur qu’on leur donne, de la quantité qu’on en met, de la manière de les employer. Voilà ce qui y contribue ». 
C'est avec l'apparition des pétrins mécaniques dans les années 1950 que la température de base commence à être utilisée par les boulangers. Le pétrissage mécanique en fonction du nombre de tours par minutes et à cause du frottement de la pâte le long des paroi de la cuve, élève la température de la pâte de manière significative. On parle de 0,3 à 0,5 °C par minute de pétrissage.  

## Calcul
Il y a trois éléments principaux qui interviennent dans le calcul de la température de base. Il s'agit de la température de la farine, la température de l'eau et la température ambiante. 
La température ambiante est la température de la pièce dans laquelle le pétrissage a lieu. On ne peut pas vraiment jouer sur cette température et elle varie en fonction des saisons ou du moment de la journée.
La température de la farine est souvent la même que la température de la pièce où la farine est entreposée. 
La température de l'eau est la seule sur laquelle on peut intervenir, la seule qui puisse être modifiée à la demande pour modifier la température de la pâte. 
Il est généralement admis que la température de la pâte en fin de pétrissage doit être comprise entre 22°C et 26°C pour que la fermentation se fasse de manière optimale et développe tous ses arômes. Si la pâte est trop froide, elle ne lèvera pas correctement ou mettra trop longtemps à lever et si elle est trop chaude, elle lèvera trop vite et la pousse risquera d'être excessive. 
La formule de calcul est celle-ci ,:
{\displaystyle T_{E}=T_{B}-(T_{P}+T_{F})}
TE : Température de l'eau
TB : Température de base
TP : Température de la pièce
TF : Température de la farine
Le calcul s'effectue en prenant 58°C ou toute autre valeur comprise entre 58 et 72°C comme valeur de température de base. Par exemple, dans une pièce à 18°C où la farine est aussi entreposée, la température de l'eau devra être de 58 - (18 + 18) = 22°C. Si en fin de pétrissage, on constate que la température de la pâte n'est pas comprise entre 22°C et 26°C, on devra ajuster la température de base, à la hausse ou à la baisse jusqu'à obtenir une pâte à la bonne température. La température de base doit être augmentée ou diminuée de trois fois la différence entre la température voulue et celle obtenue. Par exemple, si la température de la pâte voulue en fin de pétrissage est de 24°C et que l'on constate qu'elle n'est que de 22°C, la différence de 2°C sera multipliée par trois et ajoutée à la température de base précédemment utilisée. Dans ce cas-ci, elle deviendrait 58°C + 6°C soit 64°C et le calcul de l'eau de coulage passerait de 22°C à 28°C,
Une température de base basse aux environs de 60°C est en général choisie avec des pétrissages rapides alors qu'avec des pétrissages plus lents, on pourra monter la température de base jusqu'aux environs de 70°C. 